# Charaxes chintechi
Charaxes chintechi är en fjärilsart som beskrevs av Minig 1976. Charaxes chintechi ingår i släktet Charaxes och familjen praktfjärilar. Inga underarter finns listade i Catalogue of Life.